# Gal Canta Caymmi (álbum de Gal Costa)
Gal Canta Caymmi é um álbum de estúdio, e primeiro LP explicitamente dedicado á um compositor, da cantora brasileira Gal Costa. Lançado em 1976 o álbum é uma homenagem ao também cantor e compositor Dorival Caymmi. Gal havia no ano anterior, em 1975, gravado a música  de Caymmi "Modinha para Gabriela", que foi tema de abertura da novela Gabriela, exibida pela TV Globo no mesmo ano.  Após um conselho de Roberto Menescal, então diretor da gravadora Philips, Gal decidiu homenagear o cantor com um show e disco. Gal Costa fez questão de escolher todas as músicas incluídas no álbum e show, pois Caymmi era um cantor que a mesma gostava bastante, por isso fez questão de escutar todas músicas lançadas pelo cantor, para fazer uma escolha coesa com sua carreira.

## Legado
Em uma enquete de 162 especialistas musicais conduzida pelo podcast Discoteca Básica, o álbum classificou em 397º.

## Faixas
- todas faixas são de composição de Dorival Caymmi

1. Vatapá
2. Festa de Rua
3. Nem eu
4. Pescaria (Canoeiro)
5. O Vento
6. Rainha do Mar
7. Só Louco
8. São Salvador
9. Peguei um "Ita" no Norte
10. Dois de Fevereiro